# 샤마츠

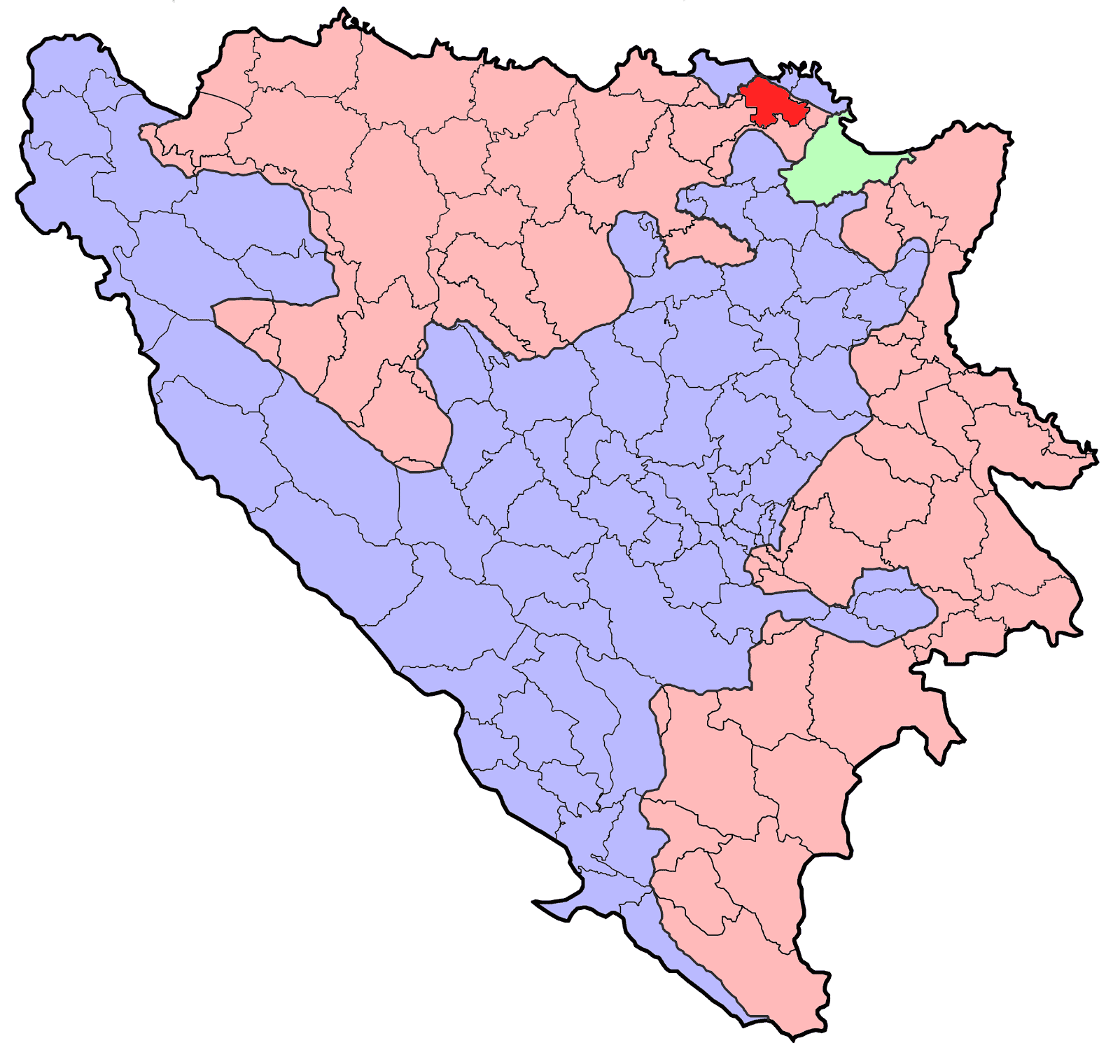
샤마츠의 위치

샤마츠(세르비아어: Шамац, Šamac)는 보스니아 헤르체고비나 북부에 위치한 도시로, 흔히 보산스키샤마츠(세르비아어: Босански Шамац, Bosanski Šamac)라고 부르기도 한다. 행정 구역상으로는 스릅스카 공화국에 속하며 면적은 184km2, 높이는 82m, 인구는 32,835명(1991년 당시 기준), 인구밀도는 179.1명/km2이다. 사바강 우안과 접한다.

## 같이 보기
- 스릅스카 공화국의 행정 구역